# Aeroportul Koné
Aeroportul Koné (IATA: KNQ, ICAO: NWWD) este un aeroport din Franța ce deservește zona Koné⁠(d). Aeroportul a fost tranzitat în 2022 de 5.474 de pasageri. A fost numit după zona deservită.
Situat la o altitudine de 7 m, aeroportul dispune de o singură pistă.